# (6395) Hilliard
(6395) Hilliard (1990 UE1) – planetoida z pasa głównego asteroid okrążająca Słońce w ciągu 3,75 lat w średniej odległości 2,41 j.a. Odkryta 21 października 1990 roku.